# قرار مجلس الأمن التابع للأمم المتحدة رقم 1393
قرار مجلس الأمن التابع للأمم المتحدة رقم 1393، المتخذ بالإجماع في 31 كانون الثاني / يناير 2002، بعد إعادة التأكيد على جميع القرارات المتعلقة بأبخازيا وجورجيا، ولا سيما القرار 1364 (2001)، مدد المجلس ولاية بعثة مراقبي الأمم المتحدة في جورجيا حتى 31 تموز / يوليو 2002 .

## القرار

### أعمال
ورحب مجلس الأمن بالجهود السياسية المبذولة لحل الوضع، ولا سيما «المبادئ الأساسية لتوزيع الاختصاصات بين تبليسي وسوخومي» لتيسير المفاوضات بين جورجيا وأبخازيا. وحث أبخازيا على النظر في تفاصيل الوثيقة وحث الجانبين على التغلب على انعدام الثقة المتبادل بينهما. وقد تم إدانة كافة الخروقات لاتفاق 1994 بشأن وقف إطلاق النار والفصل بين القوات. ورحب المجلس أيضا بتوقيع الطرفين على بروتوكول بشأن الحالة في وادي كودوري في 17 كانون الثاني / يناير 2002، وحث جورجيا على وجه الخصوص على تنفيذ أحكامه وحث أبخازيا على عدم الاستفادة من انسحاب جورجيا.
وحث القرار الطرفين على تنشيط عملية السلام، وأعرب عن أسفه لعدم إحراز تقدم في القضايا المتعلقة باللاجئين والمشردين داخليا، وأكد من جديد عدم قبول التغيرات الديموغرافية الناتجة عن الصراع. وحُثت كل من جورجيا وأبخازيا على تنفيذ التوصيات الصادرة عن بعثة تقييم مشتركة إلى منطقة غالي، مع دعوة أبخازيا على وجه الخصوص إلى تحسين إنفاذ القانون ومعالجة الافتقار إلى التعليمات الموجهة للجورجيين بلغتهم الأولى.
وكان هناك قلق من زيادة القيود المفروضة على حرية تنقل بعثة مراقبي الأمم المتحدة في جورجيا، وقوات حفظ السلام التابعة لرابطة الدول المستقلة وغيرهم من الأفراد، وذكّر المجلس الأطراف بأنهم يتحملون المسؤولية عن سلامة وأمن الأفراد. علاوة على ذلك، دعا القرار الطرفين إلى اتخاذ تدابير لتحديد المسؤولين عن إسقاط طائرة هليكوبتر تابعة للبعثة في تشرين الأول / أكتوبر 2001. تم تذكير جورجيا بمنع أنشطة الجماعات المسلحة غير الشرعية من العبور إلى أبخازيا.
وأخيراً، طُلب من الأمين العام كوفي عنان اطلاع المجلس بانتظام على التطورات وتقديم تقرير في غضون ثلاثة أشهر عن الوضع.

## روابط خارجية
- نص القرار في undocs.org